# Неукен (річка)
Неуке́н (ісп. Neuquén) — важлива річка аргентинської Патагонії. Протікає виключно територією провінції Неукен, починається в Андах за декілька кілометрів від кордону з провінцією Ріо-Неґро. Протікає через всю північ провінції шляхом довжиною близько 420 км. У гирлі зливається з річкою Лімай, формуючи річку Ріо-Неґро. На річці знаходяться такі міста як Неукен, Сентенаріо, Аньєло і Сан-Патрісіо-дель-Чаньяр. На річці побудовані ГЕС Серрос-Колорадос і Чіуйдо.
| Аргентина | Це незавершена стаття з географії Аргентини. Ви можете допомогти проєкту, виправивши або дописавши її. |